# Đại tín căn
Đại tín căn (zh. 大信根, ja. dai-shinkon) là một niềm tin căn bản lớn, một trong ba điều kiện cần thiết để giác ngộ theo Thiền tông Nhật Bản. Hai điều kiện khác là Đại phấn chí (ja. dai-funshi) và Đại nghi đoàn (ja. dai-gidan).
Trong tác phẩm Nhập thiền môn tu tập, Thiền sư Bạch Vân An Cốc (ja. hakuun yasutani) viết như sau về Đại tín căn: 
"Đại tín căn có nghĩa là niềm tin sâu thẳm, vững chắc như một khối đá, như một cổ thụ vĩ đại. Đó là một niềm tin không vướng mắc vào mê tín dị đoan, những hiện tượng siêu nhiên vượt khỏi tầm tay của con người.
Nhiều người cho rằng đạo Phật là một tôn giáo duy lý hoặc tôn giáo chỉ thuần tuý đặt nền tảng trên lý trí của con người. Tuy nhiên, đạo Phật là một tôn giáo (en. religion) – chính bởi vì yếu tố niềm tin nằm ở trong đó, và nếu không có niềm tin này thì đạo Phật chỉ còn là một hệ thống triết lý thuần đơn như những hệ thống triết lý khác. Với sự Giác ngộ của Phật-đà – đạt được với sự cố gắng tột cùng –, đạo Phật đã hoàn tất bước đầu. Đại tín căn của chúng ta chính là niềm tin nơi Phật quả, kinh ngiệm giác ngộ mà Phật đã trình bày trong kinh sách. Các bài thuyết pháp của Phật không vượt ngoài những nội dung chính, đó là nhân tâm cũng như tất cả các pháp hiện hữu đều thanh tịnh từ ban đầu; rõ ràng hơn: hoàn hảo. Không có một niềm tin vững chắc nơi Phật pháp thì không ai có thể tiến xa trên đường tu học."